# Konstantin Vasjukov
Konstantin Vasjukov (ukrainska: Костянтин Васюков), född den 10 januari 1981, är en ukrainsk friidrottare som tävlar i kortdistanslöpning.
Vasjukov deltog vid EM 2002 där han blev utslagen i försöken på 100 meter. Däremot ingick han i det ukrainska stafettlag som vann guld på 4 x 100 meter. 
Han blev även bronsmedaljör på 60 meter vid inomhus-EM 2005 i Madrid.

## Personliga rekord
- 60 meter - 6,61
- 100 meter - 10,22